# Helao Nafidi
Helao Nafidi è un centro abitato della Namibia, situato nella Regione di Ohangwena, nel nord del Paese africano, al confine con l'Angola.